# Umut Güneş
Umut Güneş (* 16. März 2000 in Albstadt) ist ein deutsch-türkischer Fußballspieler.

## Karriere

### Verein
Güneş durchlief die Nachwuchsabteilung des VfB Stuttgart und wurde im Januar 2019 Teil der Reservemannschaft. Für diese absolvierte er vier Ligaspiele in der Fußball-Regionalliga Südwest.
Im Sommer 2019 wechselte Güneş in die türkische Süper Lig zu Alanyaspor. Bei diesem Verein wurde er in der ersten Saison überwiegend in der Nachwuchsabteilung eingesetzt und absolvierte bis zur Winterpause lediglich einige Pokalbegegnungen für die Profimannschaft. Nach der Winterpause stieg er dann endgültig in den Profikader auf.

### Nationalmannschaft
Obwohl Güneş auch für deutsche Junioren-Nationalmannschaft spielberechtigt gewesen war, entschied er sich für eine Karriere in den türkischen Nationalmannschaften.
So gab er sein Länderspieldebüt am 6. September 2016 im Rahmen eines Testspiels für die türkische U-17-Nationalmannschaft. Anschließend folgten zwölf weitere Einsätze für die türkische U-17. Mit ihr nahm Güneş an der U-17-Europameisterschaft 2017 teil und kam mit der Mannschaft ins Halbfinale; er absolvierte alle fünf Turnierspiele. Im selben Jahr gehörte er auch zum Aufgebot seiner Mannschaft für die U-17-Weltmeisterschaft 2017.
Mit der türkischen U-19-Nationalmannschaft qualifizierte sich Güneş für die U-19-Fußball-Europameisterschaft 2018, schied aber mit ihr bereits in der Gruppenphase aus.
Anschließend folgten jeweils Spieleinsätze für die türkische U-20- und die türkische U-21-Nationalmannschaft.

## Erfolge
Mit dem VfB Stuttgart
- DFB-Pokalsieger der Junioren: 2018/19